# Providence (film, 1991)
Pour les articles homonymes, voir Providence.
Pour plus de détails, voir Fiche technique et Distribution.
Providence est un film américano-canadien réalisé par David Mackay, sorti en 1991.

## Synopsis
Un étudiant brillant mais désabusé fouille dans les dossiers classés confidentiels de la célèbre université Brown ...

## Fiche technique
- Titre : Providence
- Réalisation : David Mackay
- Scénario : Bruce Miller
- Photographie :
- Montage : Bret Marnell
- Musique : Tom Hiel
- Décors :
- Costumes :
- Producteur : Daniel Helberg
- Société de production :
- Pays de production :  États-Unis,  Canada
- Langue : Anglais
- Format : Couleur
- Genre : Film dramatique
- Durée : 96 minutes
- Date de sortie : 
  - États-Unis : 12 juillet 1991

## Distribution
- Keanu Reeves : Eric
- JD Cullum
- Clinton Oie
- Dedee Pfeiffer
- Yvonne de la Vega : elle-même
- David Greenlee
- Tracii Show : Trish